# E5489
e5489（いいごよやく）は、西日本旅客鉄道（JR西日本）が提供するインターネット（パソコン・スマートフォン）での指定券・乗車券予約サービス。
当項目では、2023年2月28日に終了した「トクトクきっぷ電話予約サービス」およびその前身の「5489サービス（電話予約）」についても解説する。

## 概要
決済はクレジットカード（J-WESTカード・JCB・VISA・MasterCard・UC・DC・UFJ/MUFG・Diners Club・American Express・Discover（2020年4月より。国内での発行なし）のいずれかのブランド）が必要である。クレジットカードを利用せずに予約のみも可能であるが、その場合はJR西日本、四国旅客鉄道（JR四国）、九州旅客鉄道（JR九州）発着の列車に限定される。
2017年5月からは、クレジットカード以外の決済手段（主要コンビニエンスストア、Pay-easy対応の金融機関、みどりの窓口・みどりの券売機での現金決済）も利用可能になった。
乗車券類の受け取りはJR西日本・JR四国・JR九州・JR東日本・JR東海各社の窓口（一部を除く）および券売機に限定される（JR東日本は、北陸新幹線停車駅もしくは東京23区内の各駅〈ただし、東京メトロが管理している綾瀬駅を除く〉、成田空港駅、空港第2ビル駅でのみ、JR東海は自社エリアを含む予約に限り受け取り可）。そのため米原駅・京都駅・新大阪駅ではJR西日本とJR東海で、東京駅・品川駅ではJR東日本とJR東海で受け取りができる内容が異なり、北陸新幹線敦賀駅～糸魚川駅間各駅のJR西日本以外の窓口や、一部取扱商品などに制限がある簡易委託駅扱いのみどりの窓口（福光駅など）や、有人駅であってもJR西日本の窓口や受け取りに対応した券売機がない和歌山市駅（紀勢本線、南海電気鉄道の管理）・津幡駅（七尾線、IRいしかわ鉄道の管理）・高岡駅（城端線・氷見線、あいの風とやま鉄道の管理）・南小谷駅（大糸線、東日本旅客鉄道（JR東日本）の管理でえきねっとのみ受け取り可）では受け取ることができない他、亀山駅（関西本線）はJR東海の管理のため同社エリアを含む場合（別途エクスプレス予約も取り扱い）のみ受け取りが可能である。
2015年3月14日以降はJR東日本の北陸新幹線各駅（上越妙高駅を含む）、東京都区内各駅(綾瀬駅を除く)で乗車券類の受け取りが可能となった一方、IRいしかわ鉄道・あいの風とやま鉄道に移管された各駅（上記の2駅を含む）では2015年3月14日から受け取りができなくなった。また2024年4月1日以降の予約分からは、JR東海の路線を含む場合もJR東日本管内での受け取りが可能となった。
2019年4月1日からは、東海道新幹線と在来線の乗継割引（静岡駅・名古屋駅・米原駅など）を適用したきっぷや『ひだ』・『しらさぎ』・『南紀』など乗車区間にJR東海エリアを含む、あるいは『伊那路』などJR東海エリアで完結する列車について（小田急電鉄の予約システムを使用している『ふじさん』など一部の列車を除く）、JR東海の主要駅（在来線が他社管轄の東海道新幹線各駅を含む）での受け取りが可能となる。このため、JR東日本での受け取り対象駅から外されている新横浜駅・小田原駅・熱海駅ではJR東海の窓口と券売機でのみ受け取り可能となる。
2023年4月からは、JR西日本のMaaSアプリ「WESTER（ウェスター）」からe5489の予約内容の確認や予約履歴を使った再予約が可能になる。また、e5489の利用で、JR西日本グループ共通ポイントである「WESTERポイント」が付与されるようになった。

## （新）e5489
2011年3月12日より、九州新幹線鹿児島ルートの博多駅 - 鹿児島中央駅間が全通し、山陽新幹線と直通運転する「みずほ」・「さくら」の運行が開始された。これら山陽・九州新幹線の直通列車、ならびに九州新幹線内運転の「さくら」「つばめ」については、JR西日本とJR九州が連携して行う、インターネット予約サービスで購入が可能である。
2011年3月5日より、JR西日本では「e5489plus」に替わる「（新）e5489」サービスの導入で、JR九州では、「JR九州列車予約サービス」の機能を拡充の上、対応している。
（新）e5489サービスにおいては、JR東海エリアでは全域を対象としているが、JR東日本エリアでは以下の駅が北限の扱いとなっている。
- 羽越本線・白新線 新発田駅
- 磐越西線 五泉駅
- 東北本線 黒磯駅
- 東北新幹線 那須塩原駅
- 常磐線 いわき駅

ただし、これらの駅もしくはこれより南で接続する路線のうち、只見線、水郡線、磐越東線については予約購入できない。
また、JR線と連絡運輸の対象となっている一部の会社線についても、サービス対象となる事例がある。

### eきっぷ
J-WESTカード会員のみが購入できる、通常より安価な料金券型のきっぷ。旧:「e5489plus：e割きっぷ」に相当するが、本きっぷは料金券のみの予約・発券扱いとし、通常の乗車券と組み合わせて使えるサービスとして変更されたものである（それまでは料金券と同じ区間の乗車券とセットで販売されており、e割きっぷの乗車区間外へ乗り越しする場合は乗車キロ数の区分にかかわらず乗り越し区間の普通運賃が別途必要であった）。
きっぷの受け取り前で、予約行程の指定列車の発車時刻前であれば何回でも変更が可能である。
サービス開始当初、区間・列車・設備・席数が限定されるが、乗車日3日前までの予約で「（新）eきっぷ」以上に割安となる「e早特」も設定されていた。
JR九州のJQ CARD会員については、「JR九州列車予約サービス」において、山陽・九州新幹線の「（新）eきっぷ」が購入可能である。

### エクスプレス予約
JR東海とJR西日本が運営する、東海道・山陽新幹線を対象とするエクスプレス予約（EX-ICサービスを含む）においては、2012年7月21日より、山陽新幹線区間（新大阪駅 - 博多駅）における九州新幹線関連の3列車での利用が可能になった。ただし、九州新幹線区間（博多駅 - 鹿児島中央駅）を含む利用、ならびに、山陽新幹線区間における前述3列車でのグリーンプログラムによるアップグレードサービスの利用（ポイントの付与のみ可能）や早割サービス（EX-IC早特など）は、2022年6月24日まで引き続き対象外となっていた。
九州新幹線は2022年6月25日より利用が可能となり、同時にJR九州も運営に参加した。

### チケットレスサービス（チケットレス特急券）
2008年10月18日から期間限定（当初は2009年3月31日までだったが、2011年3月4日まで延長された）でe5489plus（当時）の付帯サービスとしてJ-WESTカード会員限定で、特急「はるか」（米原駅 - 関西空港駅間）・「びわこエクスプレス」（米原駅 - 大阪駅間）をはじめとした、在来線特急列車の普通車指定席がチケットレスで利用できるサービスとして導入された。また、2009年10月1日からは「北近畿（現:こうのとり）」「文殊」「タンゴエクスプローラー」（新大阪駅 - 篠山口駅間）・「くろしお（当時は「スーパーくろしお」「オーシャンアロー」でも）」（京都駅 - 和歌山駅間）についても設定されるようになった。
指定席特急券のみの発売で乗車券は別途必要（定期券やICOCAの利用も可能）。指定券の代わりに携帯電話・スマートフォンの予約画面もしくはパソコンの予約画面をプリントアウトしたものを提示する必要がある。発売は利用当日もしくは前日のみで、列車発車前なら何度でも変更が可能である。
2011年3月5日より、従来の「e5489plus」に代わる、「（新）e5489」サービスがスタートしたことで、チケットレス特急券サービスが恒久的なものとなり、対象列車・エリアも拡大された。e5489plusでは大阪駅を中心とした設定であったが、（新）e5489サービスではこれに加え、近江今津駅→京都駅・大阪駅間（大阪行きのみ）、京都駅 - 亀岡駅・園部駅間、京都駅・大阪駅 - 三ノ宮駅・神戸駅・姫路駅間などにも拡大された。
2012年3月17日からは、岡山駅～高松駅を結ぶ、快速「マリンライナー」でも利用可能になった（グリーン席・指定席が対象）。2013年8月29日からは、大阪駅・京都駅→近江今津駅間（近江今津方面行き）にも拡大された。（臨時特急「ビジネスサンダーバード号」も新たに対象となった。）
2017年3月12日にe5489のリニューアルが行われ、J-WESTカード以外のクレジットカードでもJ-WEST会員となればチケットレスサービスが利用可能となった。これに合わせて、J-WESTカード会員専用の「J-WESTチケットレス」「eチケットレス特急券」が新設された（後述）。
2018年9月15日のICOCAエリア拡大に合わせて、北陸エリア（大阪 - 金沢）、山陽エリア（大阪 - 上郡）においてサービス対応エリアが拡大された。
2024年5月15日から9月30日（予定）の期間、特急「こうのとり」号で列車出発時刻後でも特急券を購入できるチケットレスサービスが提供されている。ただし、8月10日から8月19日の期間は対象外。購入後の変更や払い戻しはできない。

#### J-WESTチケットレス
e5489専用のチケットレスサービス。利用日の1日前から当日（列車出発時刻の2分前）までの予約で、京阪神地区のおもな特急列車が対象。区間や列車、設備、席数が限定で、チケットレスサービスの中では最も料金が安く設定されている。

#### WESTERポイント特典チケットレス
JR西日本のおもな特急列車の所定料金の約50%相当のWESTERポイントで利用できるチケットレスサービス。購入に必要なWESTERポイントを保有する場合に限り購入できる。2024年2月16日に新規発売された。

#### eチケットレス特急券
J-WESTカード（エクスプレス、ベーシック）会員専用のチケットレスサービス。利用日の1箇月前から当日までの予約で、JR西日本・四国管内のおもな特急列車等を利用できる。

#### 新幹線eチケットサービス
2020年3月14日から開始となる新サービス。e5489に交通系ICカード全国相互利用サービスで利用可能なカードを登録しておくことで、チケットレスで乗車できるサービス。e5489で予約できる区間は東京 - 敦賀間に限られる。なおe5489ではJ-WESTカード（エクスプレス、ベーシック）会員専用の商品「eきっぷ（IC用）」も発売される。

#### JR-WEST ONLINE TRAIN RESERVATION
2019年3月26日から訪日外国人向けに「JR-WEST ONLINE TRAIN RESERVATION」という名称でインターネット予約サービスを展開している。予約可能な列車や受け取り場所などのサービス条件はe5489に準ずるが、通常の乗車券や指定券に加えて訪日外国人のみが利用可能となる企画乗車券の一部も取り扱っている。

## 終了したサービス

### （旧）e5489
パソコンから主にJR西日本エリアを発着する列車の指定券・乗車券の予約が可能であった。予約には、あらかじめクレジットカードを登録しておく必要があった。2007年10月31日サービス終了。

### e5489plus
パソコンまたは携帯電話から、山陽新幹線・JR西日本の在来線主要特急列車を対象にした「（旧）eきっぷ」、「e割きっぷ」の予約が可能であった。通常の運賃・特急料金よりも割引になっていたほか、乗車券類の受け取り前であれば何度でも手数料無しで変更可能などの特徴があった。J-WESTカード会員がJR西日本の主要な特急列車（山陽新幹線を除く）を予約すると「e割きっぷ」が発売され、それ以外（J-WESTカード・ベーシック会員、およびe5489plusサービスでのJ-WEST会員登録者（一般クレジットカード会員）による山陽新幹線の予約を含む。山陽新幹線においてエクスプレス予約が利用可能な顧客には、そちらの利用を推奨していた。）の場合は「（旧）eきっぷ」が発売された。発売額は、「e割きっぷ」の方がより安価であること以外の違いは無かった。
2008年6月1日から、四国旅客鉄道（JR四国）エリア内でもサービスを開始した。
JR四国エリアでは、e5489plusでの予約・受取ができなかったが、2009年10月1日より、岡山駅を発着するJR四国エリアの列車（松山方面行き特急「しおかぜ」・高知方面行き特急「南風」・高松行き快速「マリンライナー」）の予約・受取が可能となった。
e5489plusでは在来線特急列車と新幹線および特急列車同士（福知山駅での乗り換えを含む）の乗継割引適用の特急券が発売できなかったため、電話予約である5489サービスの利用を推奨していた。ただし、区間によっては5489サービスとe5489plusの併用や、エクスプレス予約とe5489plusの併用のように特急券を分けて購入した方が安い場合もあった。
2011年3月4日、前述の（新）e5489に代わる形でサービスが終了した。

### 5489サービス（電話予約）
電話でJR北海道・JR東日本・JR東海を含むJR全線の指定券（寝台券や食堂車ディナー券も含む）のクレジットカードを用いた購入、またJR西日本・JR四国・JR九州の指定券のクレジットカードを用いない予約が可能。また一部の特別企画乗車券（トクトクきっぷ）の購入も可能だった。運賃・料金については通常の発売額で購入となる（運賃の往復割引と新幹線などの乗継割引にも対応）。インターネット限定発売の一部商品が購入できない代わりに、北海道・東北地方等e5489では取扱対象外のエリアの指定券・乗車券の購入も可能という特徴がある。クレジットカードで購入したきっぷの受取は決済したカードが必要。なお、J-WESTカード以外の他社ブランド発行カードでの購入と受取も可能であった。
2001年9月までは、当時JR西日本直営だった旅行センター「Tis」（当時所在した東京都内の市中店舗や、新幹線をJR西日本が管轄している小倉駅・博多駅の店舗を含む）での受取も可能だったが、同年10月の日本旅行への営業譲渡に伴い不可能になった他、JR西日本の株主優待割引も同社エリアの店舗を含めて取り扱えなくなった。
列車の発車一週間前までに申し込めば乗車券類の全国への宅配（「5489宅配便」、有料）を行っていた。さらに宅配の際にメッセージカード（「for you メッセージサービス」、無料）を添えることもできた。
2017年9月30日をもって5489サービス（電話予約）の一般受付は終了し、翌10月1日以降はJ-WESTカード会員専用の電話予約サービスのみ「Club J-WEST 会員専用ダイヤル きっぷの電話予約」として継続していた。2019年4月1日予約分からJR東海管内でも同社区間を含んだ予約（通過または発着）が受取可能になったことで、寝台特急（サンライズ瀬戸・サンライズ出雲）は東京駅のJR東海側窓口でも、J-WESTカード会員専用電話予約の受取が可能になった。さらに2019年10月中旬からは、寝台券を含めた予約の受取が、みどりの券売機（JR東海・JR四国・JR九州の指定席券売機を含む）でも可能になったことで利便性がさらに向上していた。
JR駅プランや一部のトクトクきっぷに限り一般受付電話での取り扱いも継続されていたが、電話番号が変更となり、サービス名は「トクトクきっぷ電話予約サービス」と改められていた。
なお、5489サービス（電話予約）の一般受付終了後も引き続き提供されていた「Club J-WEST 会員専用ダイヤル きっぷの電話予約」、「トクトクきっぷ電話予約サービス」等の電話予約サービスについても、2023年2月28日をもってサービスが終了となった。
電話予約の廃止に伴い、e5489では取扱対象外のエリアの指定券・乗車券ならびに一部の企画乗車券（トクトクきっぷ）の購入については、駅のみどりの窓口もしくは指定席券売機（みどりの券売機）での購入が必要となる。